# Trametes pubescens
Trametes pubescens (Heinrich Christian Friedrich Schumacher, 1803 ex Albert Pilát, 1939) din încrengătura Basidiomycota în familia Polyporaceae și de genul Trametes, denumită în popor trame(te) pufoase, este o specie mai puțin răspândită de ciuperci necomestibile și saprofage, ce descompune lemnul pe cioate, trunchiuri căzute, aflate în putrefacție și lemn stivuit, producând putregaiul alb. Trăiește în România, Basarabia și Bucovina de Nord de la deal la munte în aproape orice anotimp al anului, pe lemn mort de foioase în special de arin,  fag, mesteacăn și salcie, prin păduri (și cele aluviale) sau parcuri, dezvoltându-se adesea în grupuri de multe exemplare, dispuse în rozetă sau suprapuse, uneori concrescute la bază. Preferă locuri umede și umbroase. Sporificarea începe toamna, majoritatea sporilor formându-se din septembrie până în noiembrie. Trăiește doar câte un sezon.

## Taxonomie

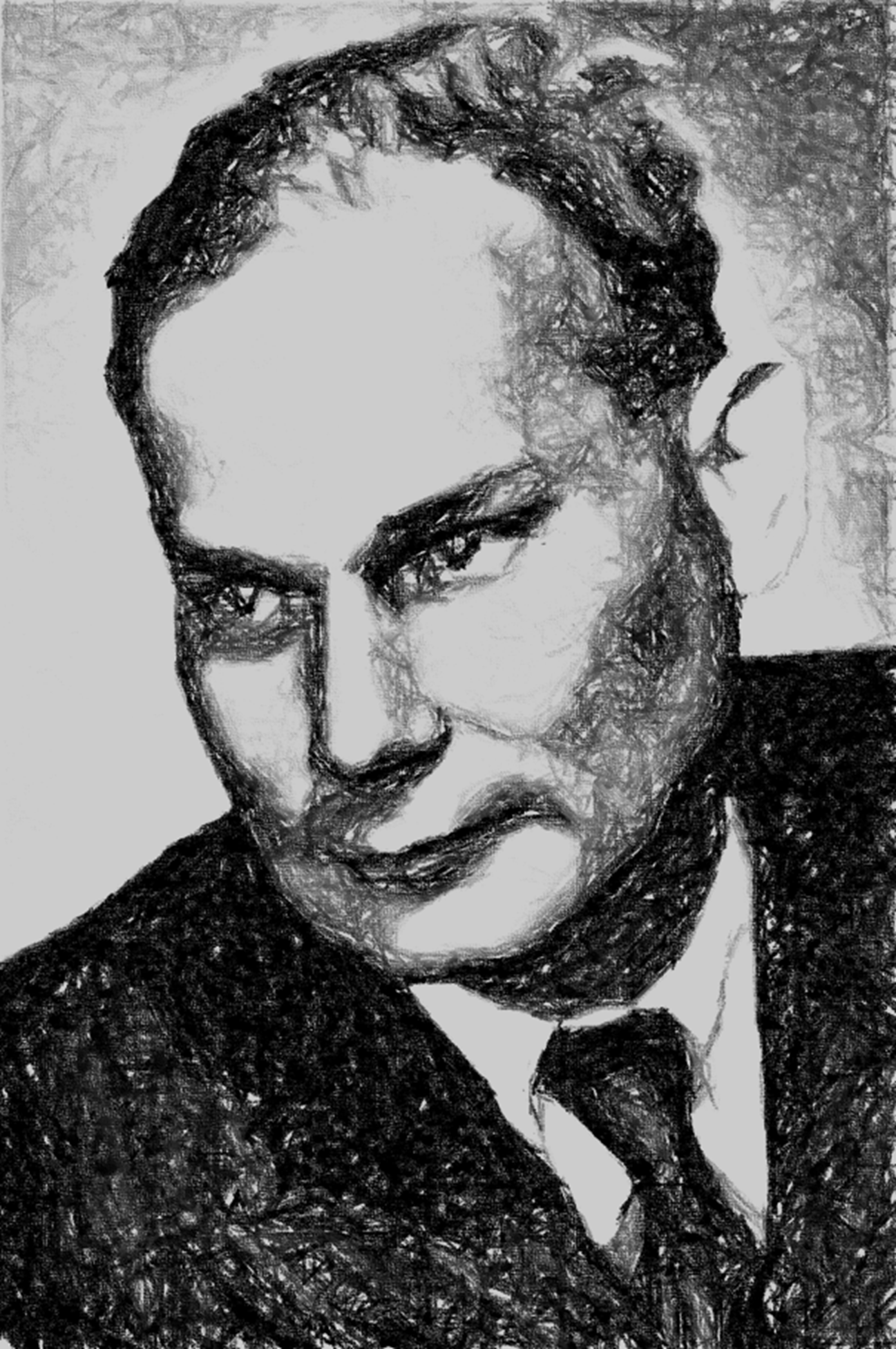
Albert Pilát

Deja în 1794, renumitul micolog bur Christian Hendrik Persoon a descris specia sub denumirea Boletus velutinus în volumul 11 al Neue Annalen der Botanik, dar după ce descrierea a fost probabil prea inexactă, nu s-a impus.
Numele binomial acceptat a fost determinat drept Boletus pubescens de savantul germano-danez Heinrich Christian Friedrich Schumacher în volumul 2 al marii sale opere Enumeratio Plantarum, in Partibus Sællandiae Septentrionalis et Orientalis Crescentium din 1803,
În 1888, cunoscutul micolog francez Lucien Quélet a numit specia Coriolus pubescens în lucrarea sa Flore Mycologique de la France et des Pays Limitrophes, un taxon care se găsește uneori în cărți micologice mai vechi. Numele curent valabil (2021) însă este Trametes pubescens, creat de micologul ceh Albert Pilát, de verificat în volumul III, partea B, al operei sale Atlas des champignons de l'Europe: Polyporaceae din 1939.
Toate celelalte încercări de redenumire sunt acceptate sinonim.
Numele generic se trage din cuvântul (latină trames=curs, cărare, potecă, trecere), iar epitetul este derivat din cuvântul (latină pubescens=între altele: devenind păros, cu păr pufos scurt, a se maturiza), adică o referire la aspectul pe exterior al ciupercii.

## Descriere

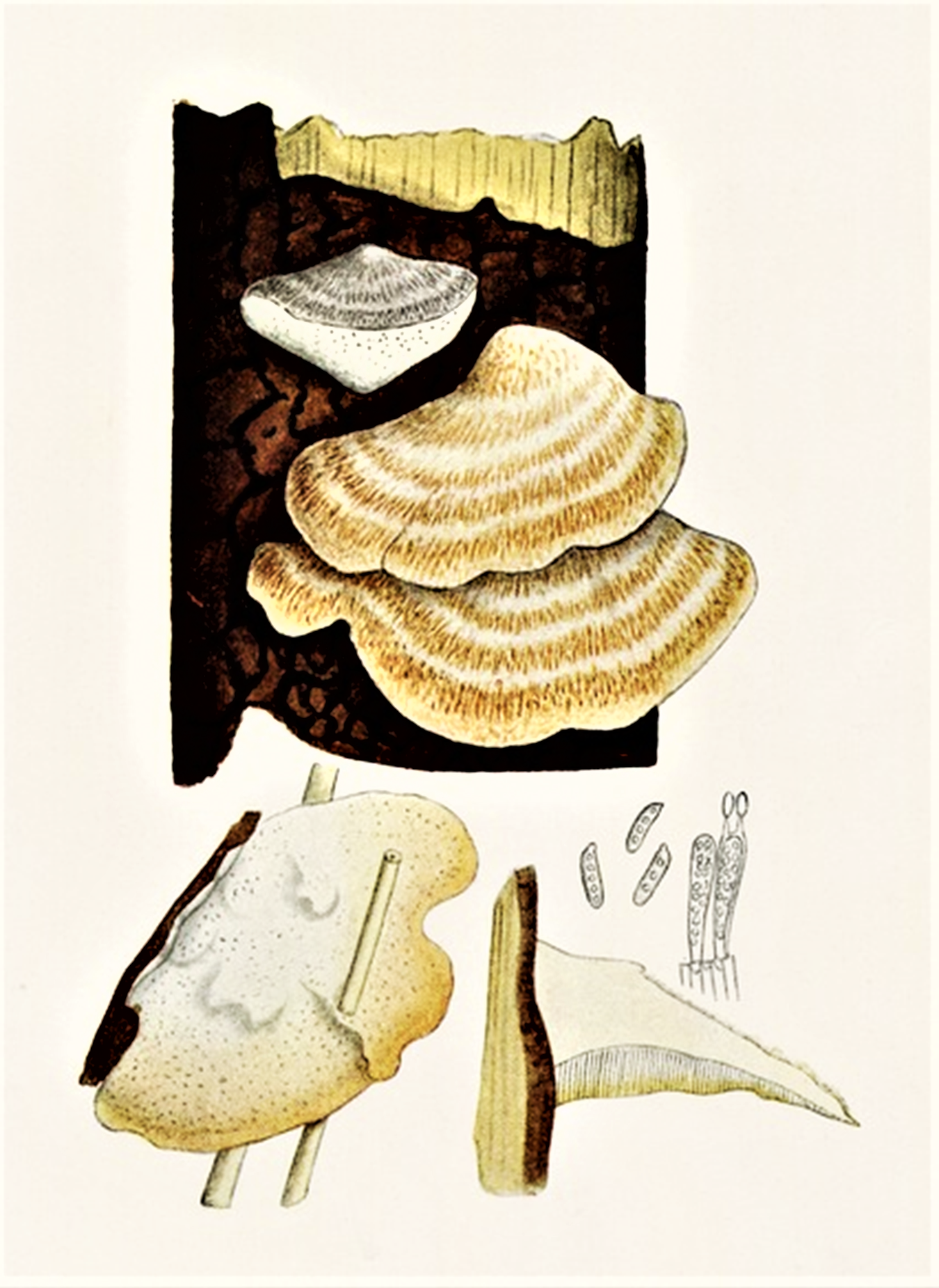
Bres.: Polyporus pubescens

- Pălăria: decolată de lemn, în forma de evantai sau scoică, are un diametru de 3-8 (10) cm și o înălțime de 1-2 cm, este subțire, inițial destul de moale și elastică, dar repede pieloasă și ca de plută. La bătrânețe și după uscare devine sfărâmicioasă. Partea superioară este acoperită în tinerețe de un puf fin mătăsos care se pierde cu timpul, căpătând atunci un aspect neted și lucios, numai slab zonat, cu caneluri radiale. Nu prezintă un cortex (sub lupă un strat de hife dens împletite și aglutinate). Marginea este ascuțită și puțin ondulată. Coloritul inițial alb schimbă în vârstă spre gălbui, crem până gri-ocru.
- Tuburile: la început albe și destul de moi, devin mai târziu dure și de colorit gălbui până  crem cu nuanțe gri. Sunt foarte înguste și destul de scurte, nedepășind lungimea de 1,5 cm.
- Porii: și ei în tinerețe albi, devin cu timpul murdar galbeni până ocru, sunt rotunjit unghiulari precum relativ fini cu 3-4 la 1 mm pătrat.
- Piciorul: nu are picior, buretele crescând direct din lemn.
- Carnea: este albă, uscată, subțire, la început destul de moale, dar repede pieloasă și de consistența plutei, mai subțire în zona superioară, mai groasă în zona inferioară, mirosul fiind inodor și gustul insignifiant, blând în tinerețe, dar cu avansarea în vârstă ceva amar. Îngălbenește în timpul uscării.[4][5]
- Caracteristici microscopice sporii sub-cilindrici până alungit elipsoidali și lateral inegali, sunt mici, netezi, neamiloizi (nu se decolorează cu reactivi de iod) și hialini (translucizi), cu un conținut granular, măsurând 6-8 x (1,5) 2-3 microni. Pulberea lor este gri-albicioasă. Basidiile cu 2-4 sterigme fiecare sunt clavate, cu catarame, având o dimensiune de 15-20 x 5-6 microni. Cistide (elemente sterile situate în stratul himenal sau printre celulele din pielița pălăriei și a piciorului, probabil cu rol de excreție) de formă și mărime asemănătoare cu fibule bazale au hife trimitice, adică cu hife generative, de legătură și scheletate.[13][14]
- Reacții chimice nu sunt cunoscute.[4][5]

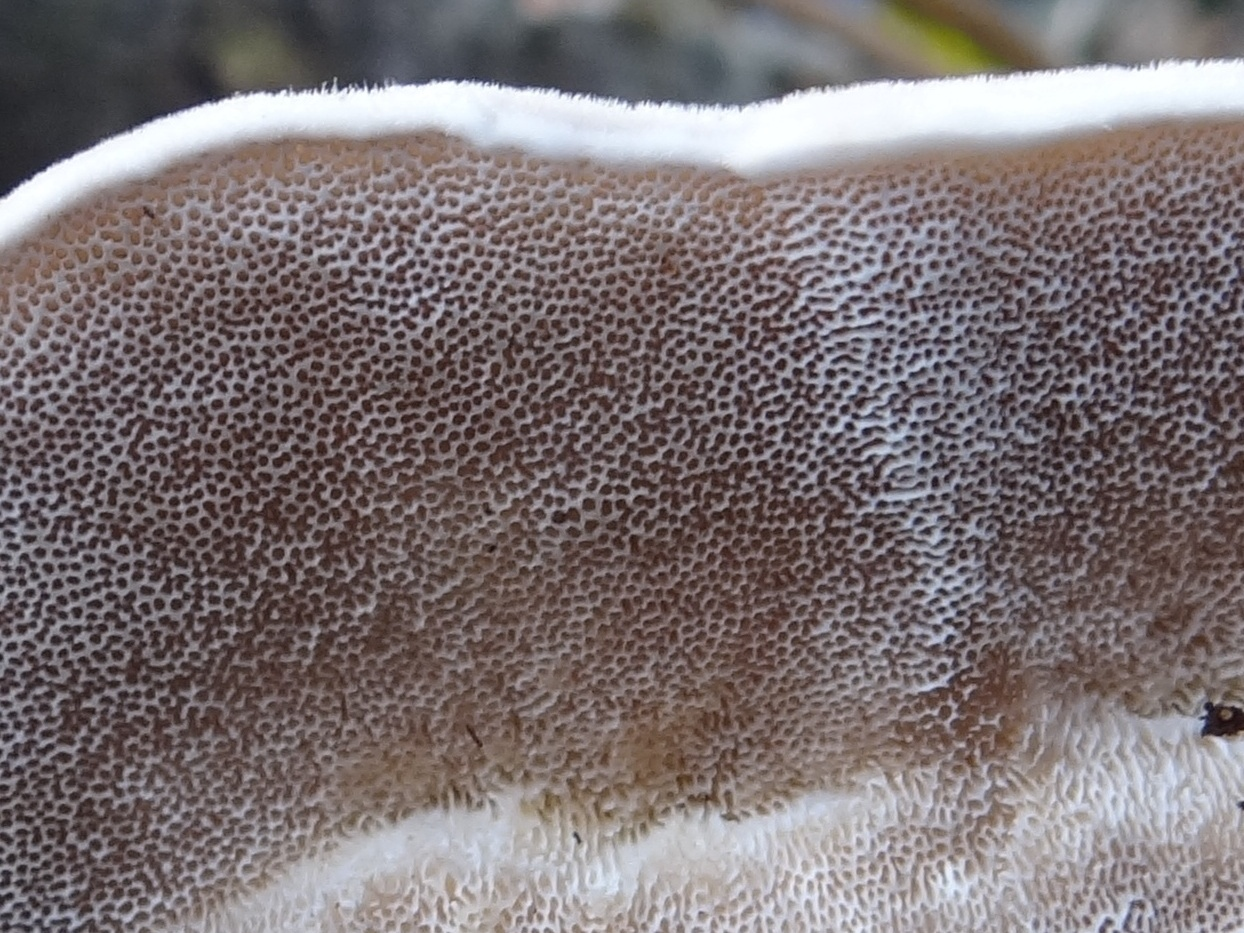
T. pubescens pori din apropiere
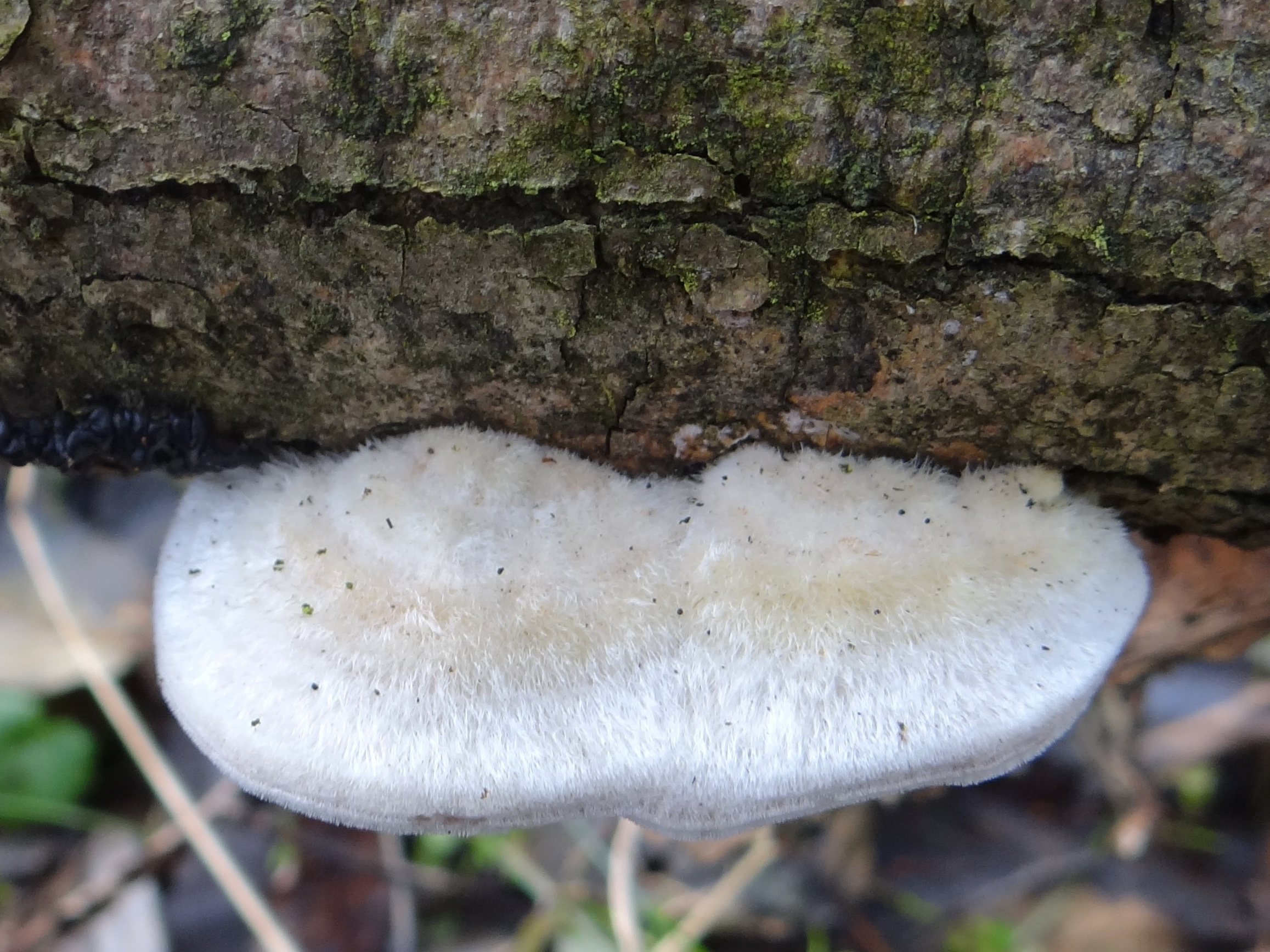
T. pubescens tânără
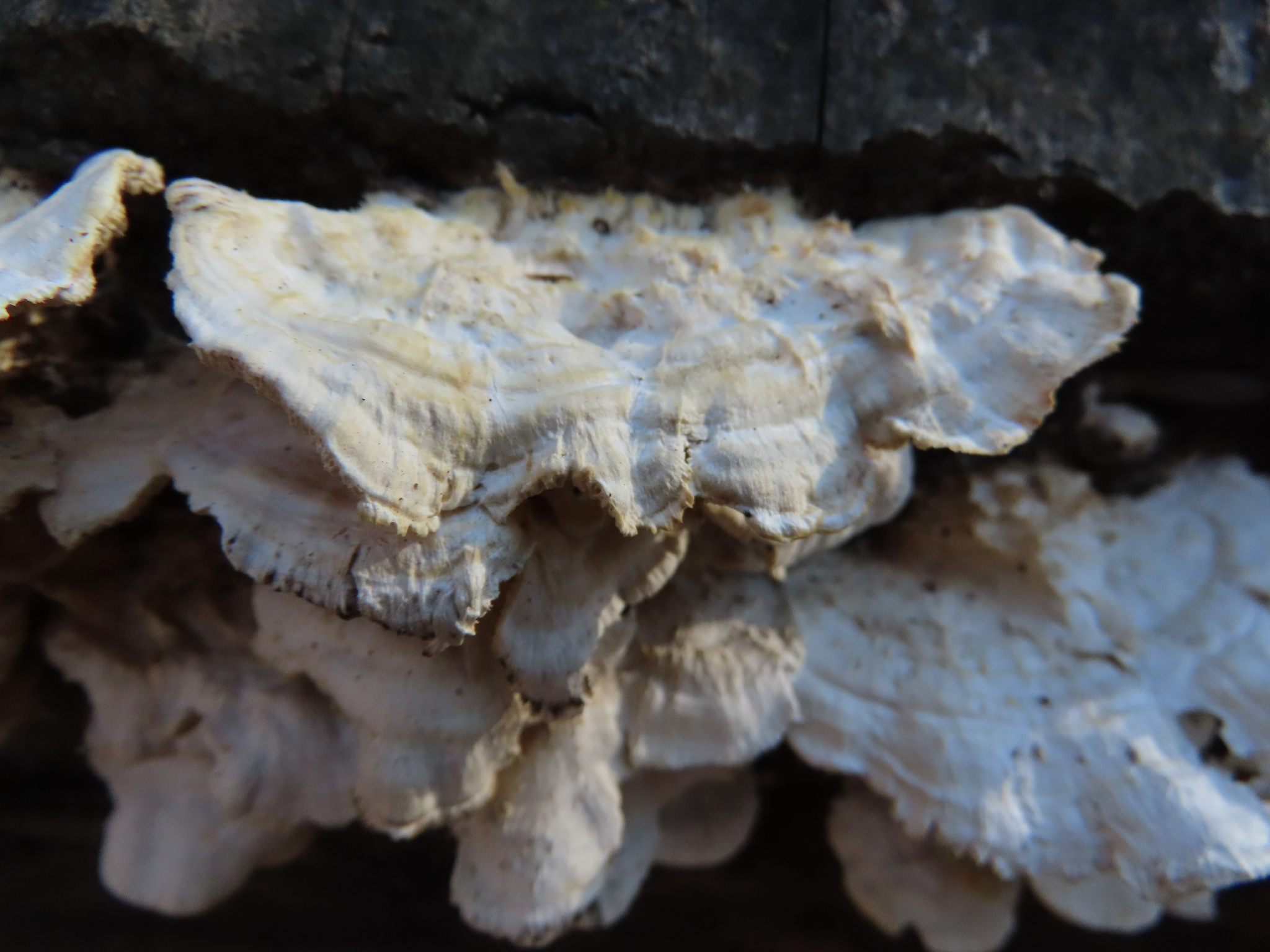
T. pubescens bătrâne
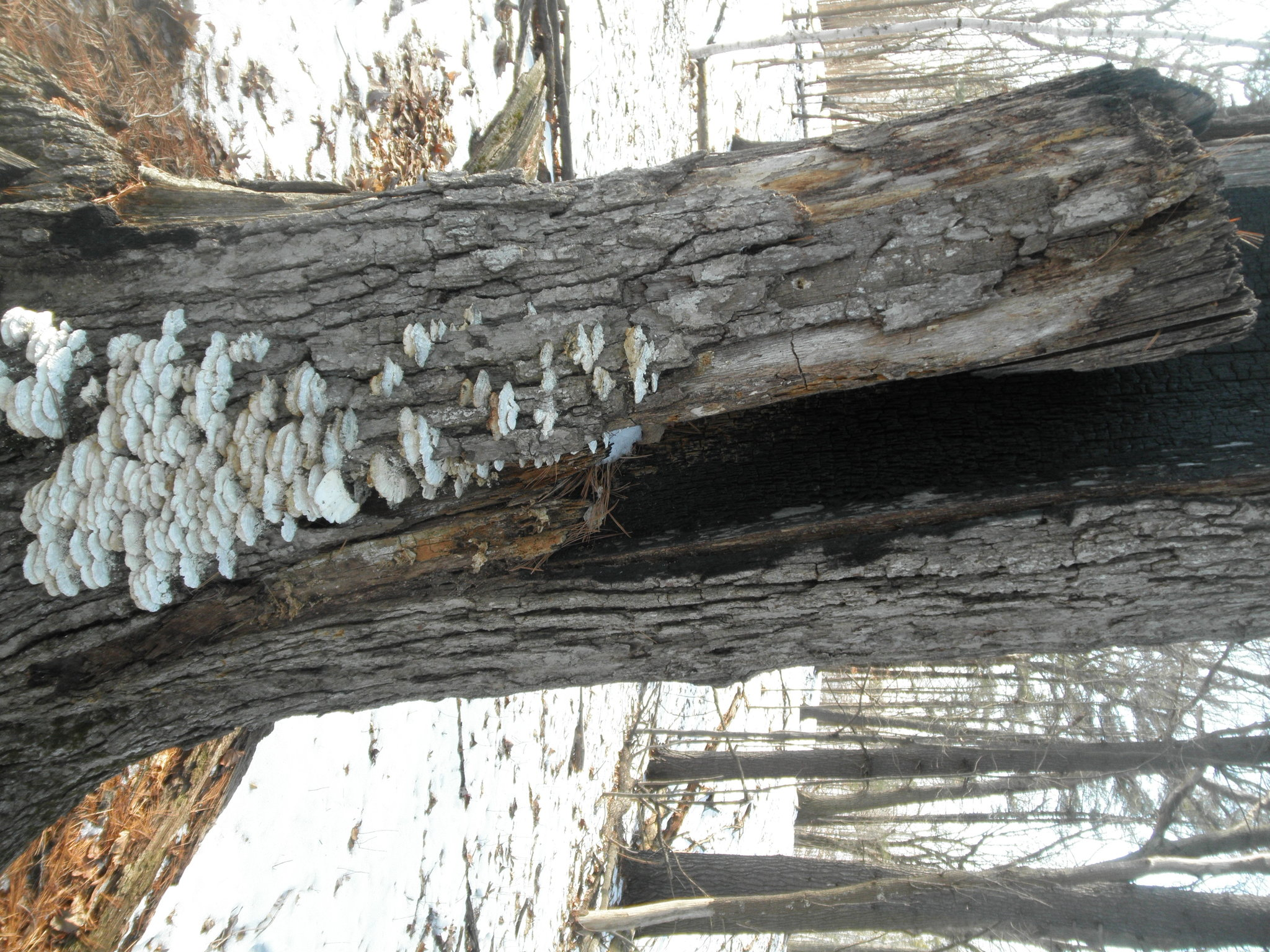
T. pubescens în mase

## Confuzii
Tramele pufoase pot fi confundate cu alte specii saprofage și în majoritate necomestibile, ca de exemplu cu Bjerkandera adusta, Coriolopsis gallica sin. Trametes extenuata, Daedalea quercina sin. Trametes quercina, Daedaleopsis confragosa Meripilus giganteus, Stereum hirsutum, Stereum subtomentosum, Trametes cervina sin. Trametopsis cervina, Trametes cingulata, Trametes gibbosa, Trametes hirsuta, Trametes ochracea sin. Trametes zonata, Trametes suaveolens, Trametes versicolor și Trichaptum biforme, dar de asemenea cu exemplare tinere ale voluminoaselor Fomes fomentarius sau Ganoderma applanatum, În stadiul timpuriu de dezvoltare ar putea fi confundat cu Laetiporus sulphureus tânăr.

## Specii asemănătoare în imagini

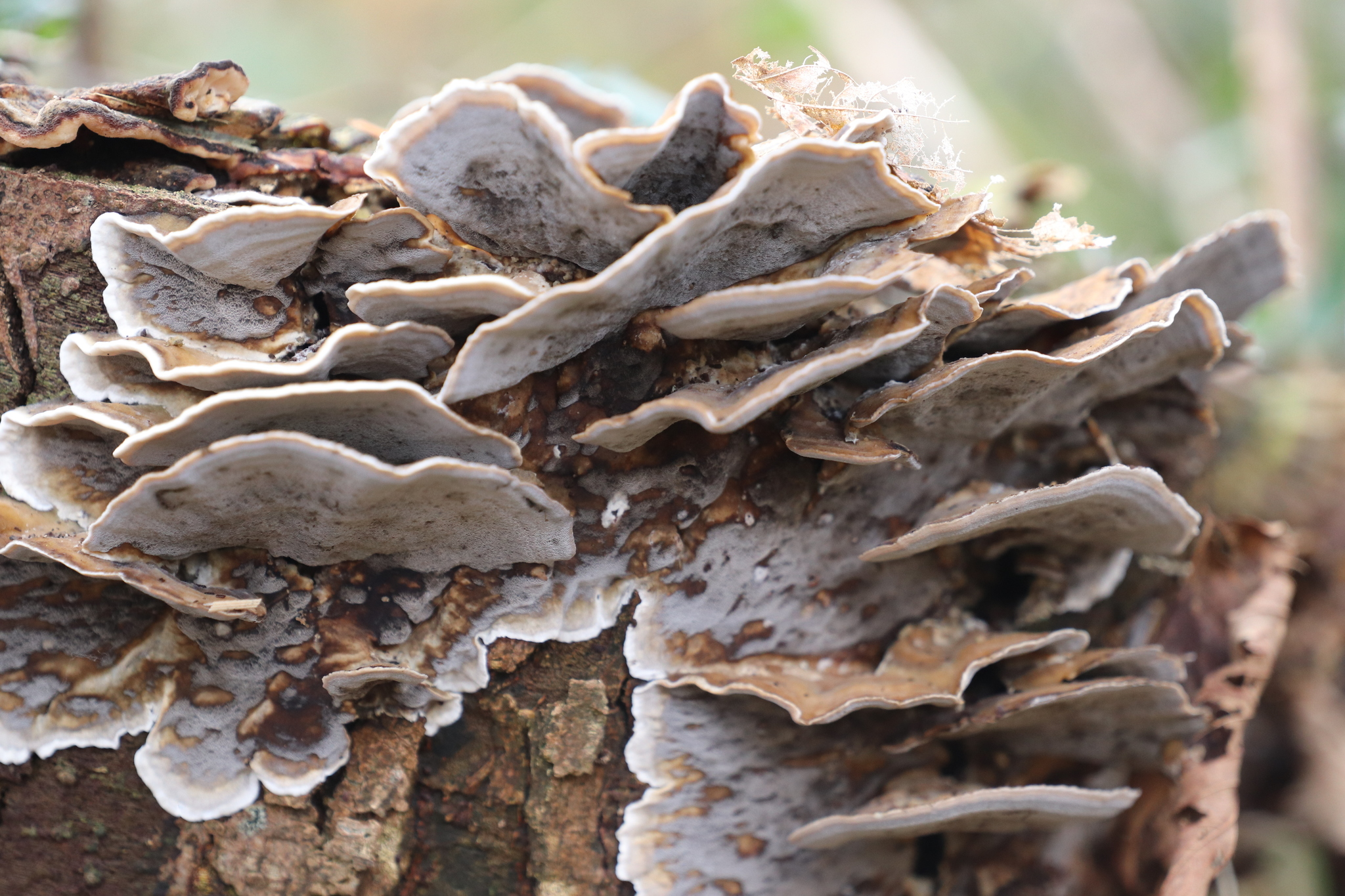
Bjerkandera adusta
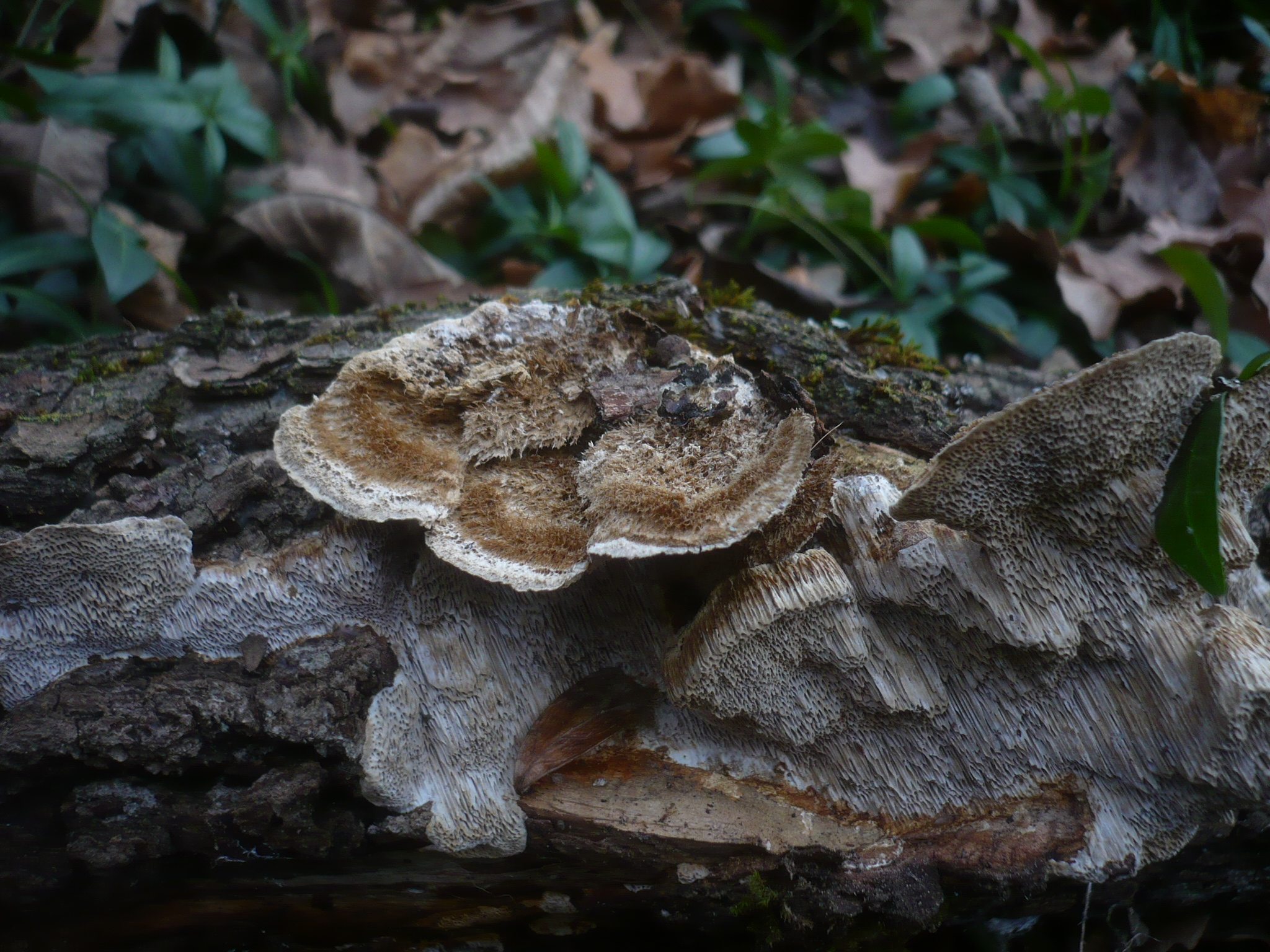
Coriolopsis gallica sin. Trametes extenuata
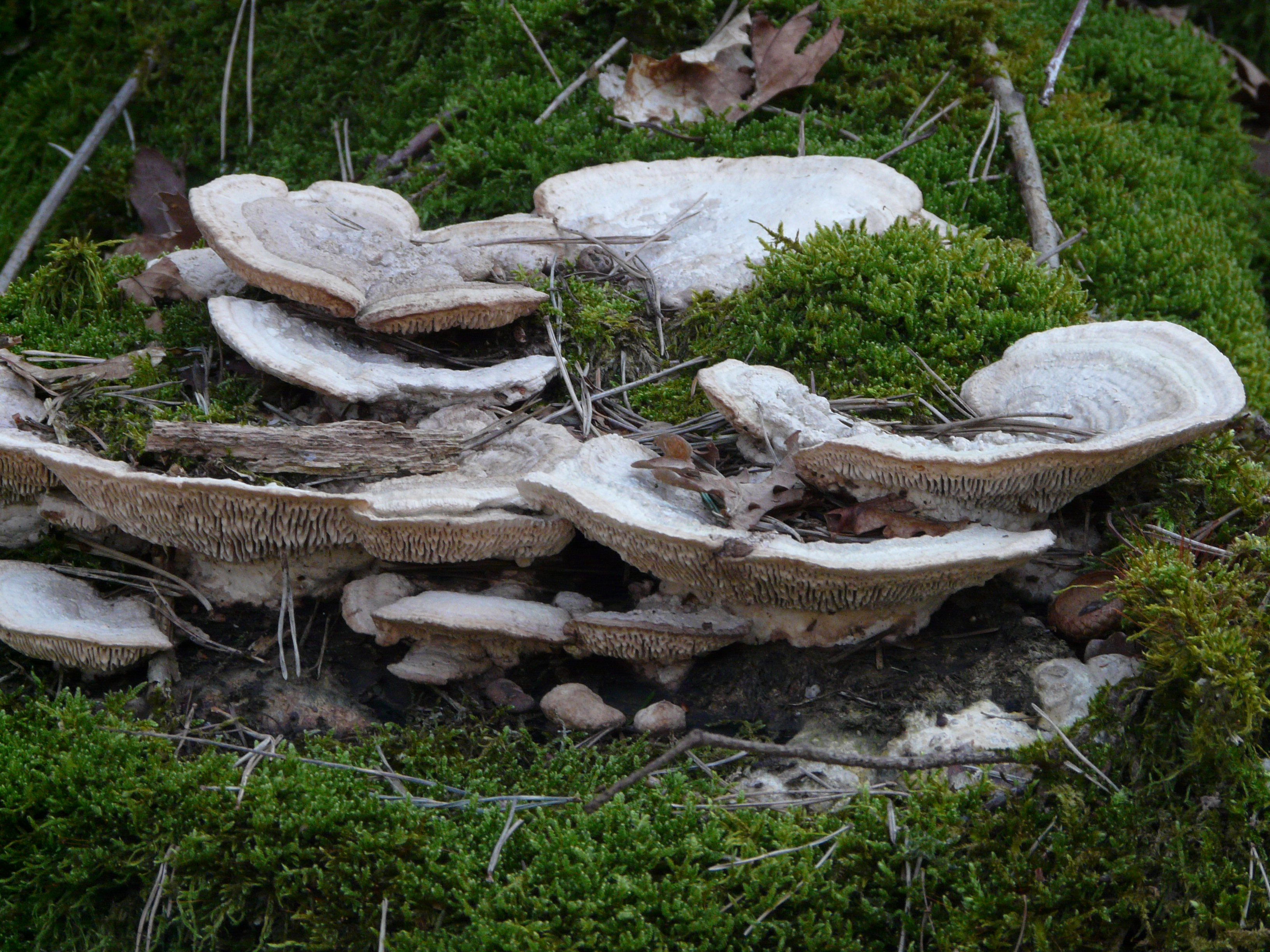
Daedalea quercina sin. Trametes quercina
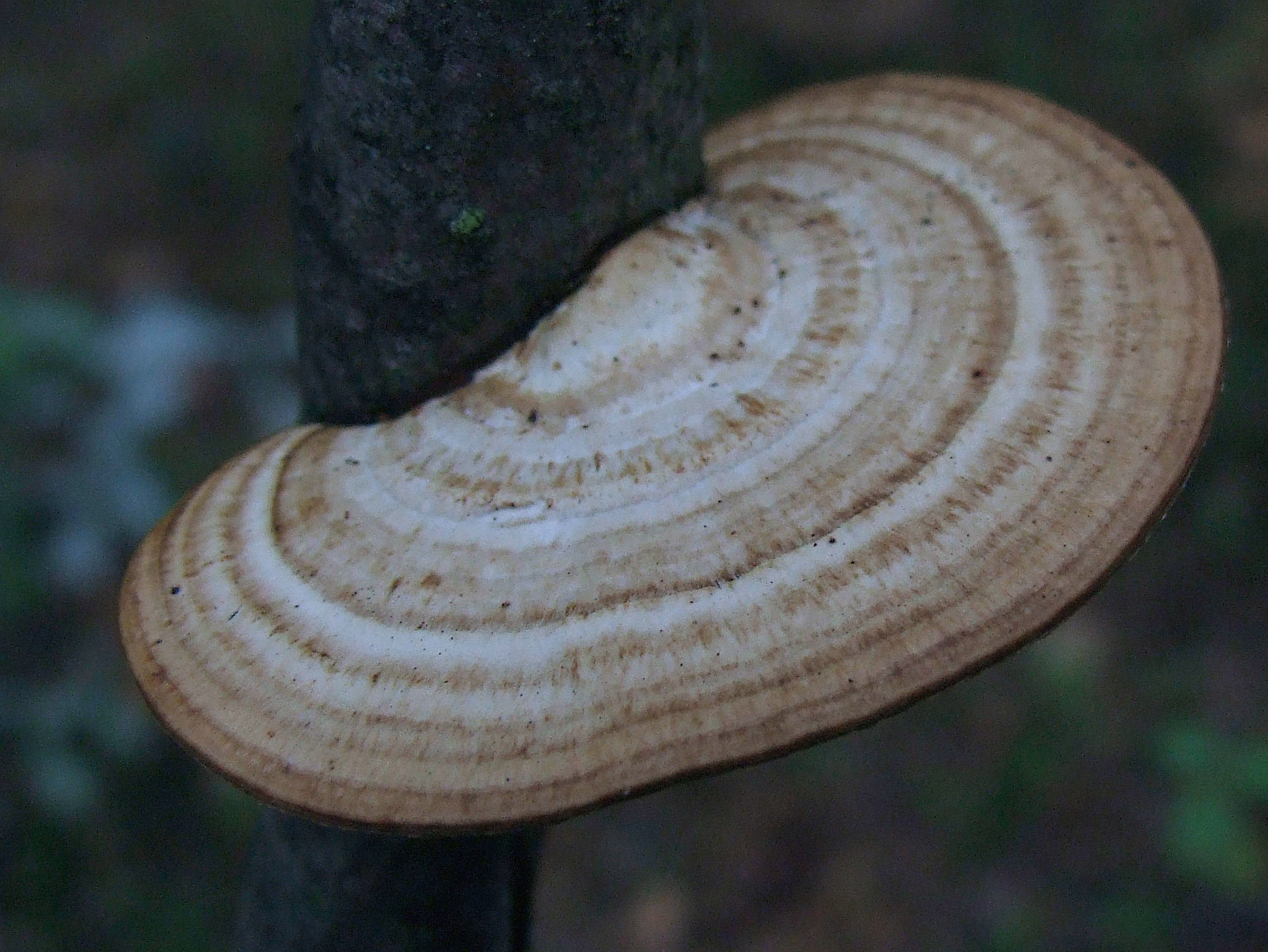
Daedaleopsis confragosa
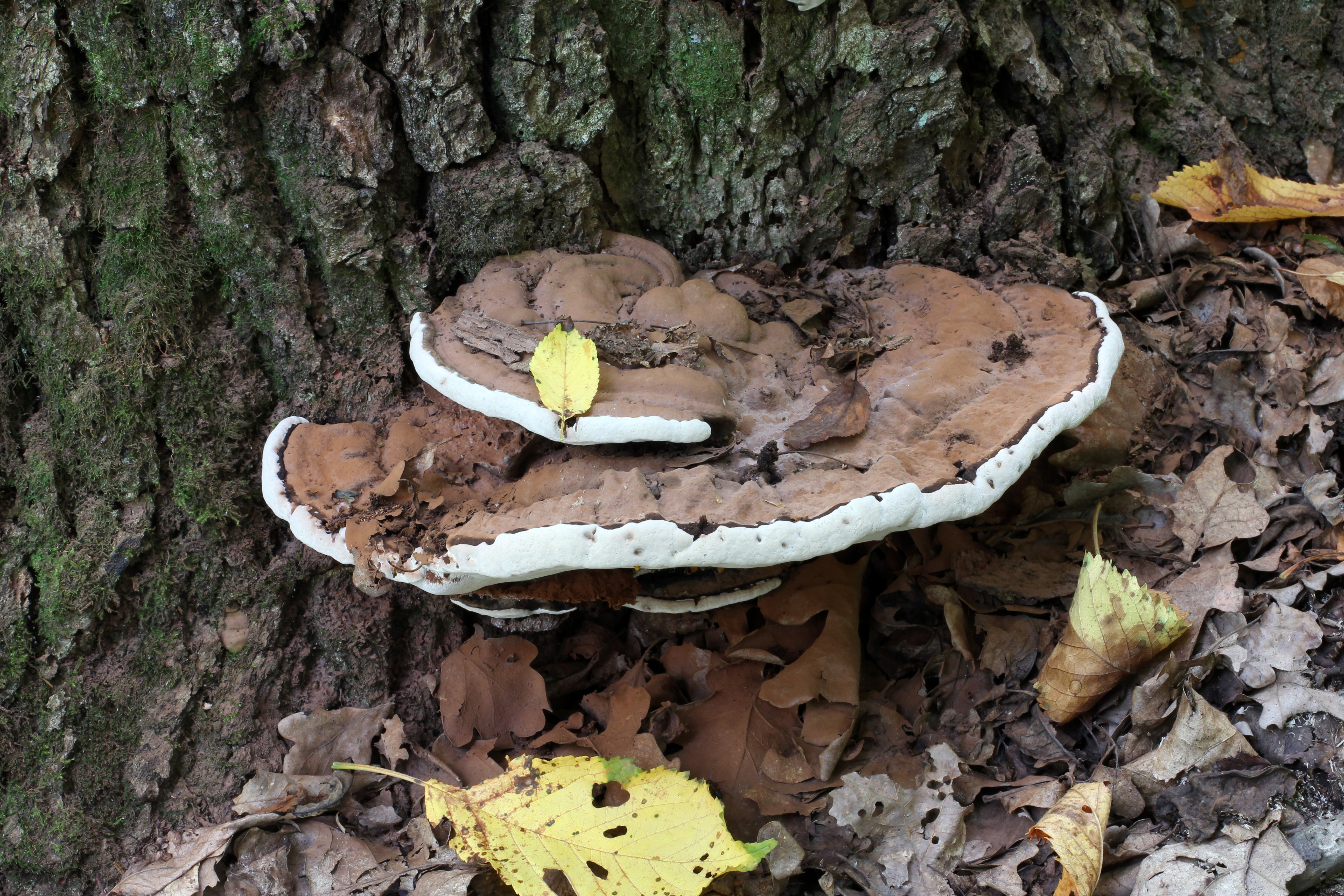
Ganoderma applanatum
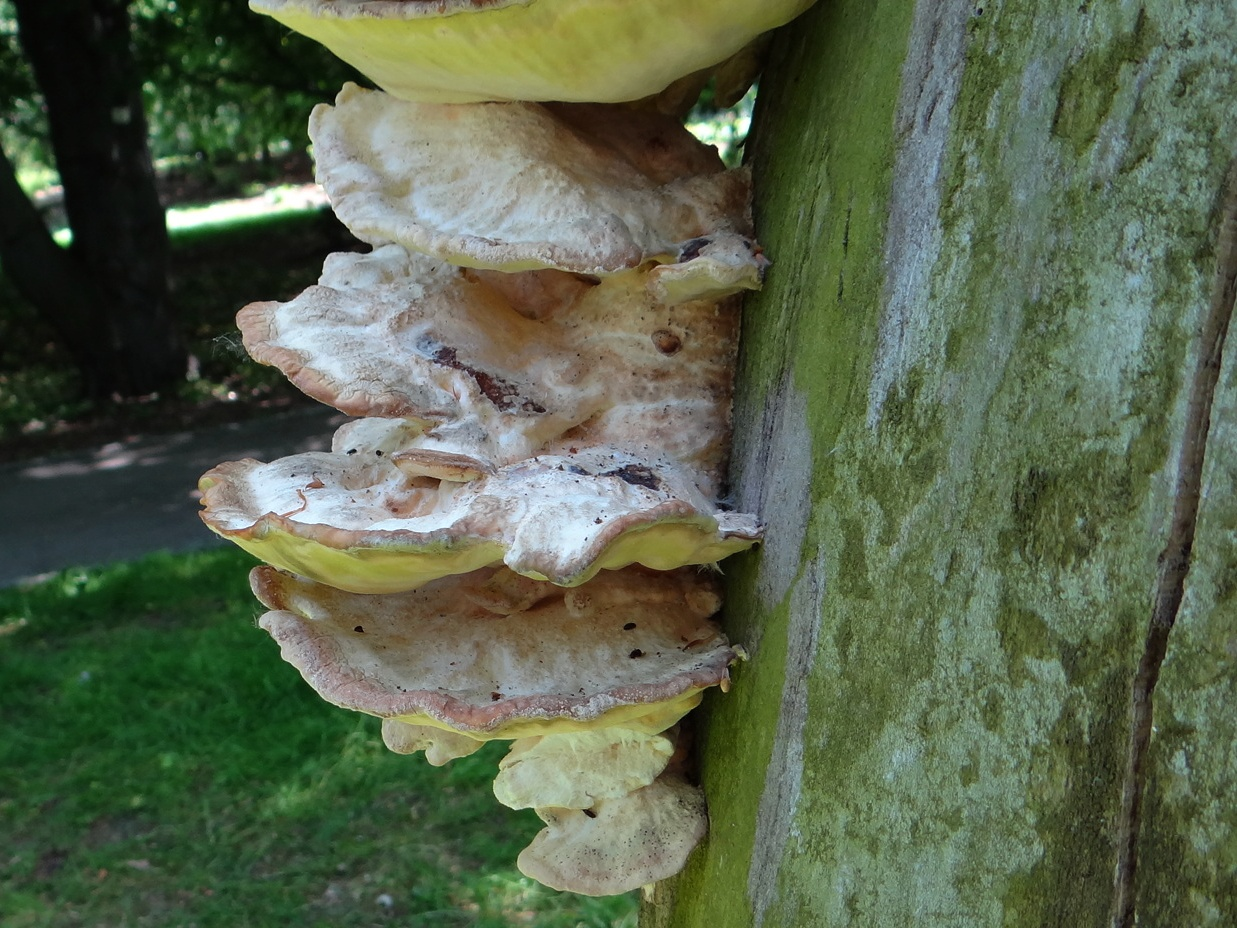
Laetiporus sulphureus
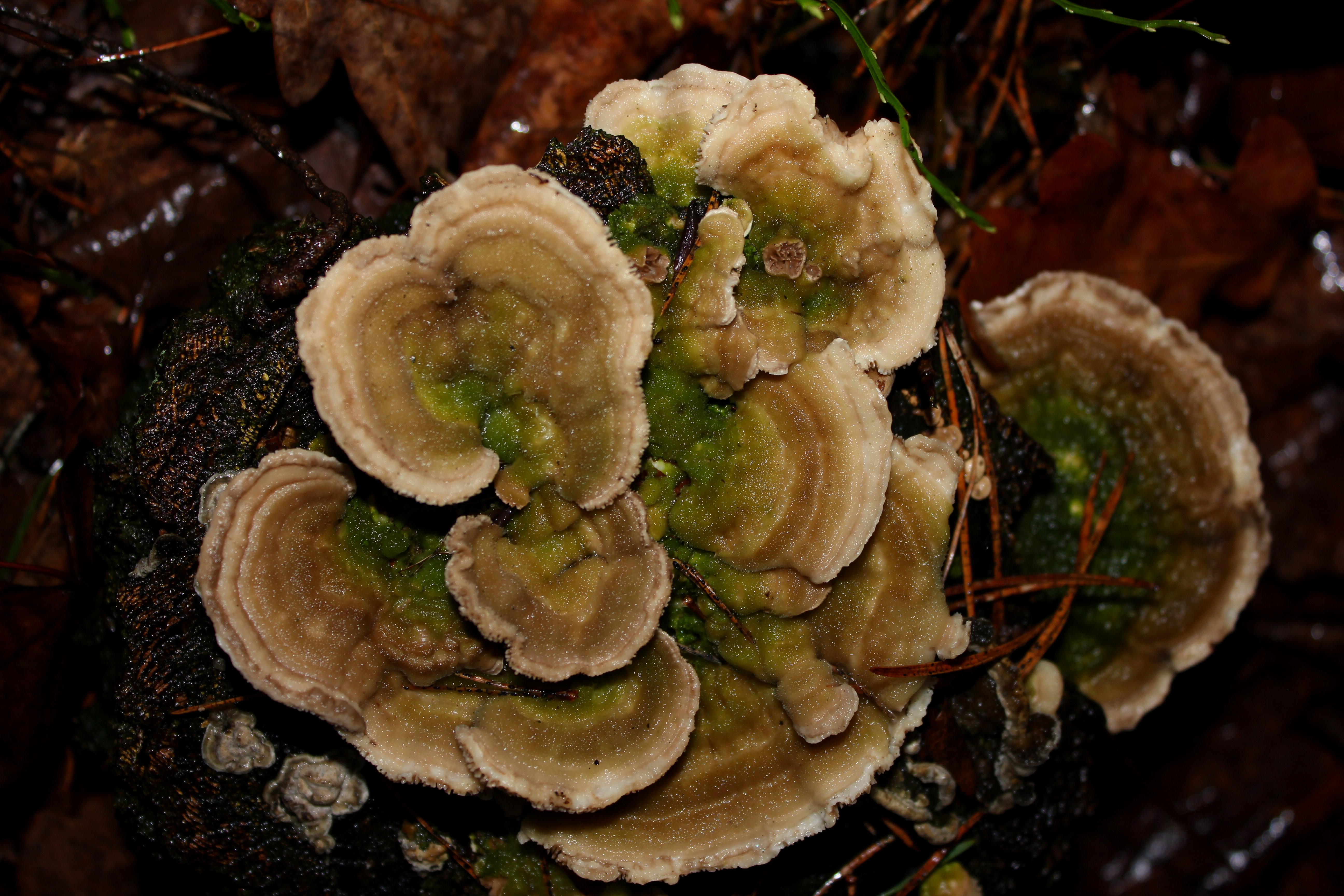
Meripilus giganteus
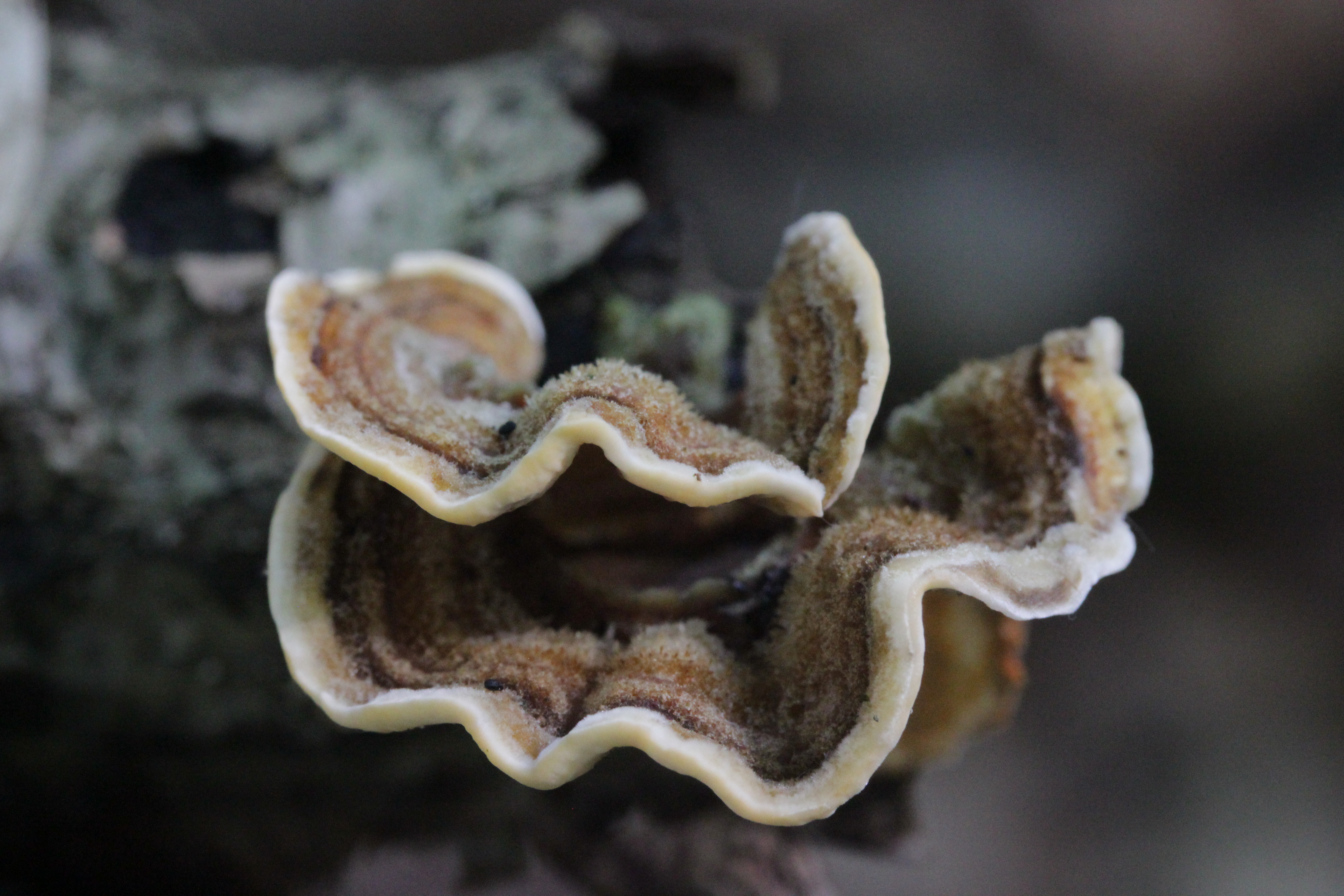
Stereum hirsutum
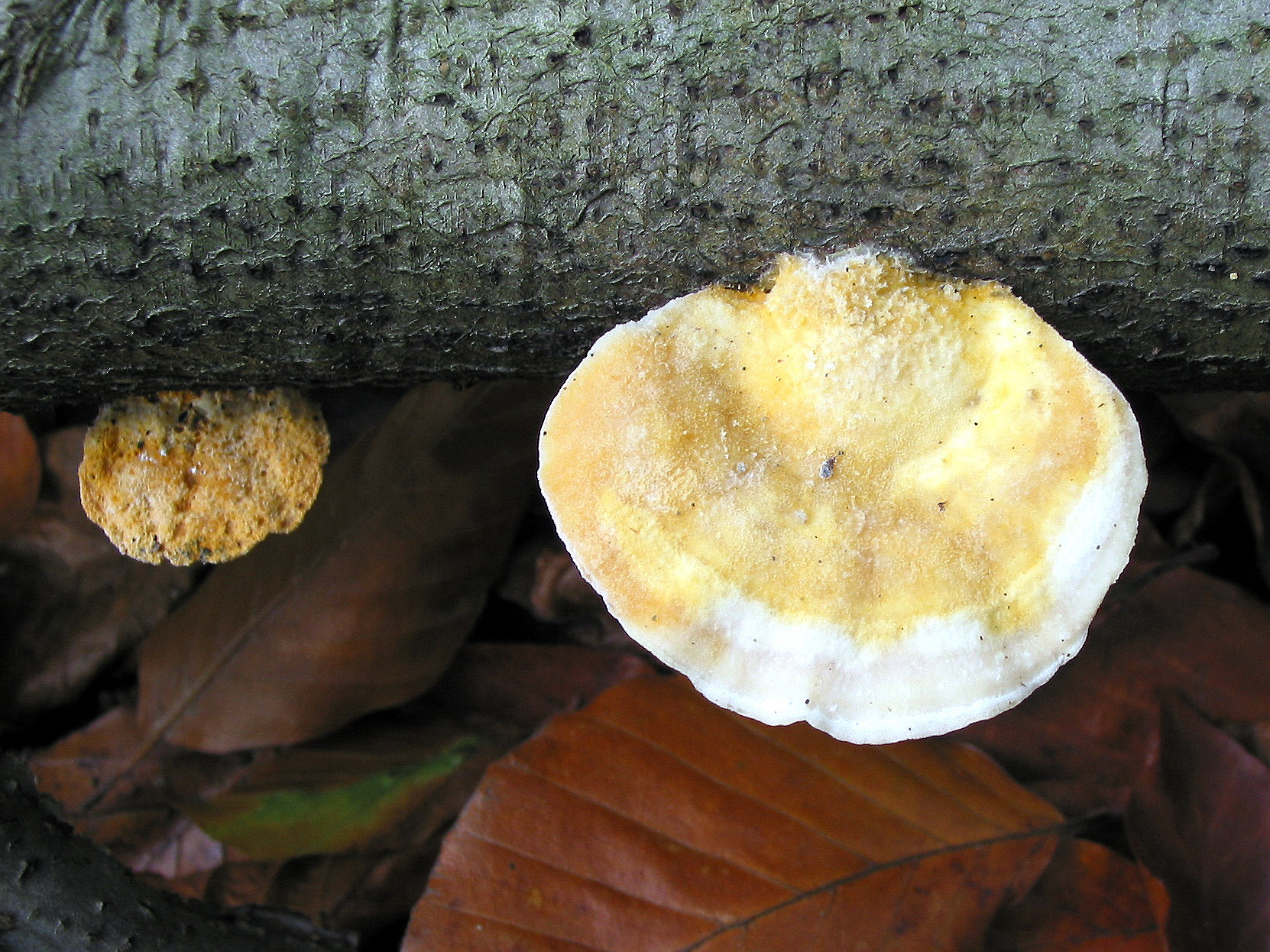
Stereum subtomentosum

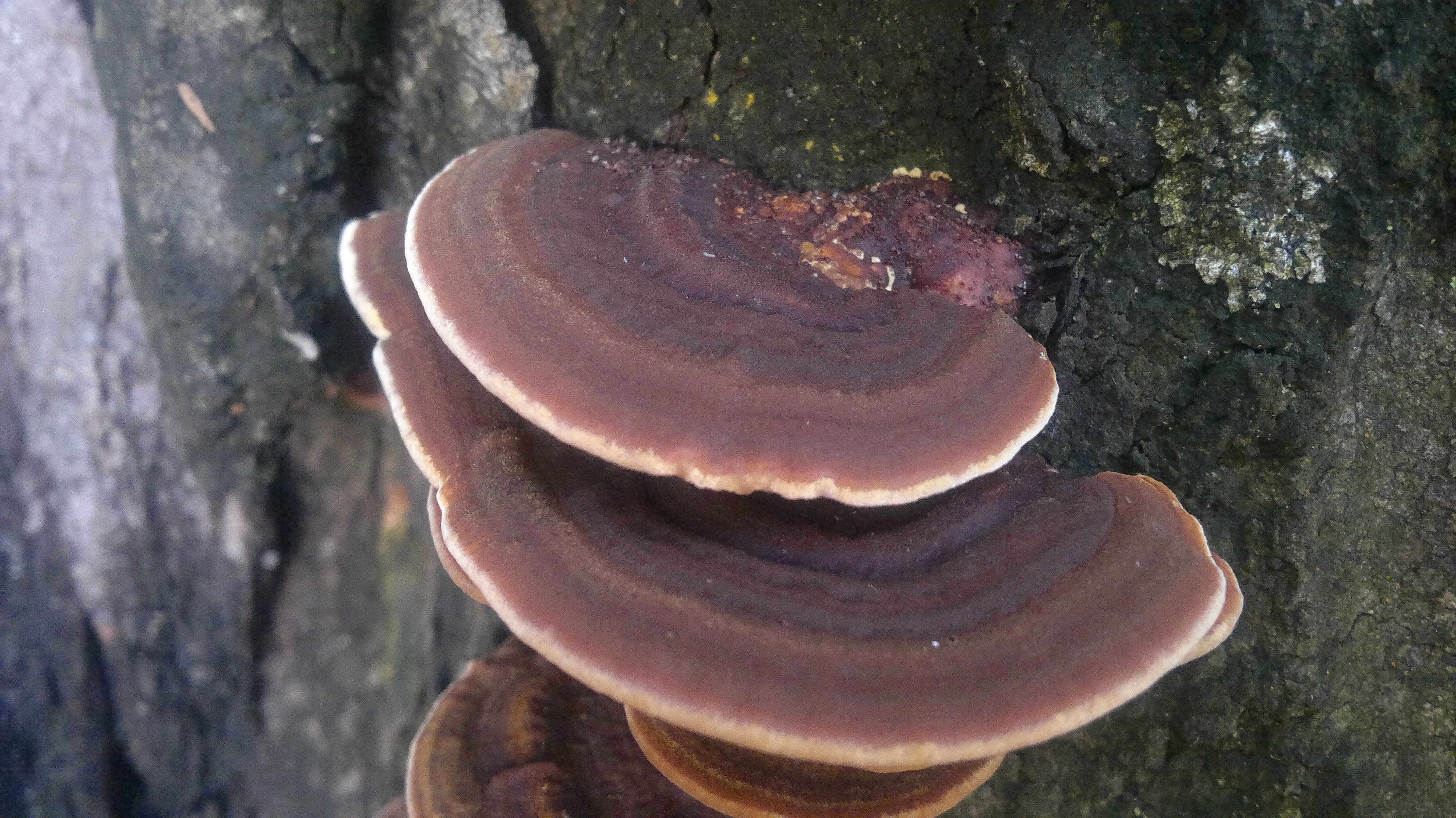
Trametes cingulata
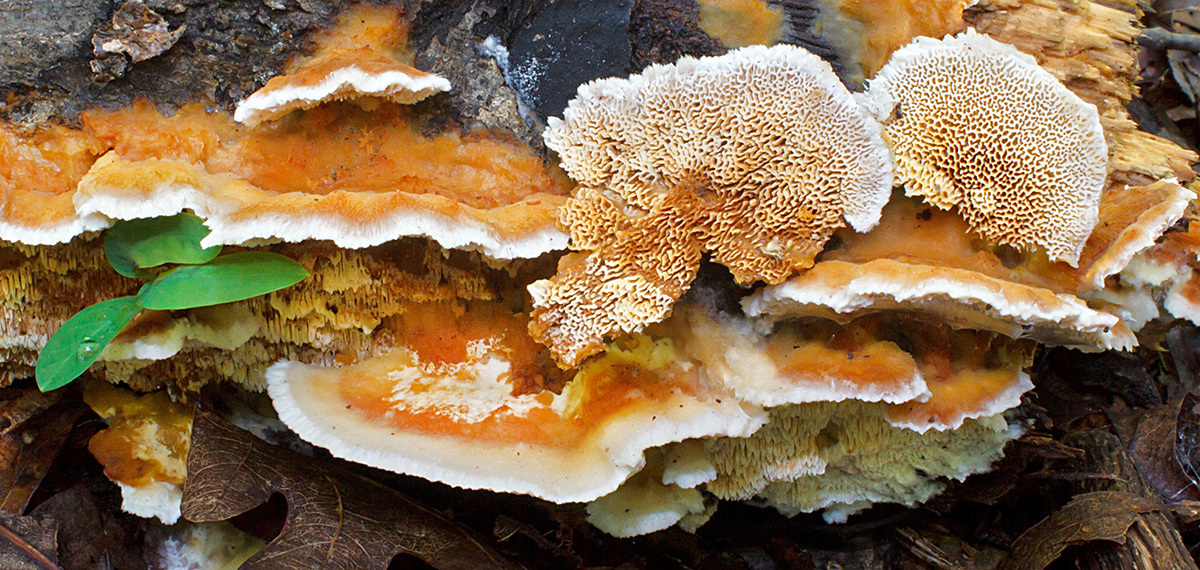
Trametes cervina sin. Trametopsis cervina
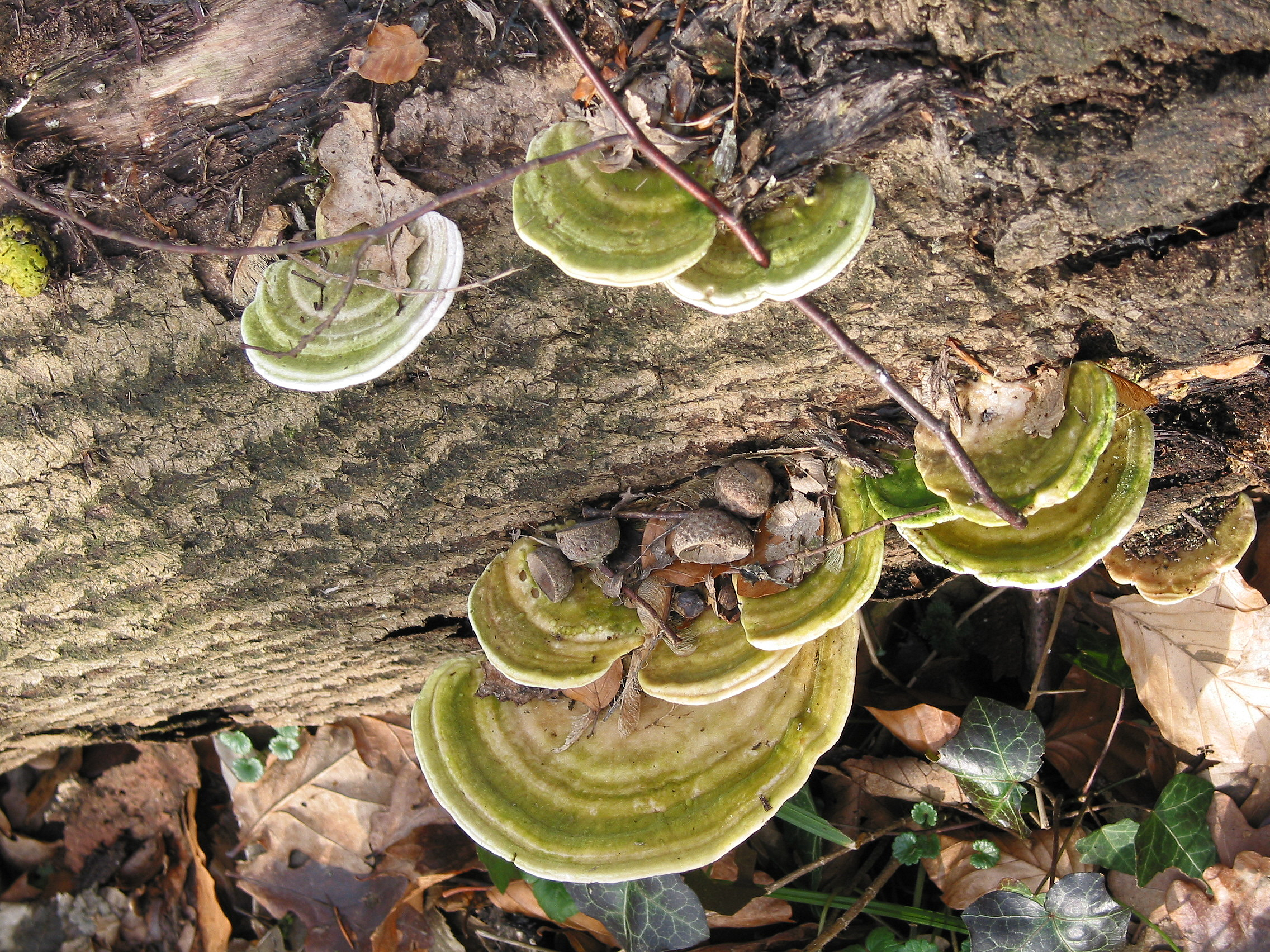
Trametes gibbosa
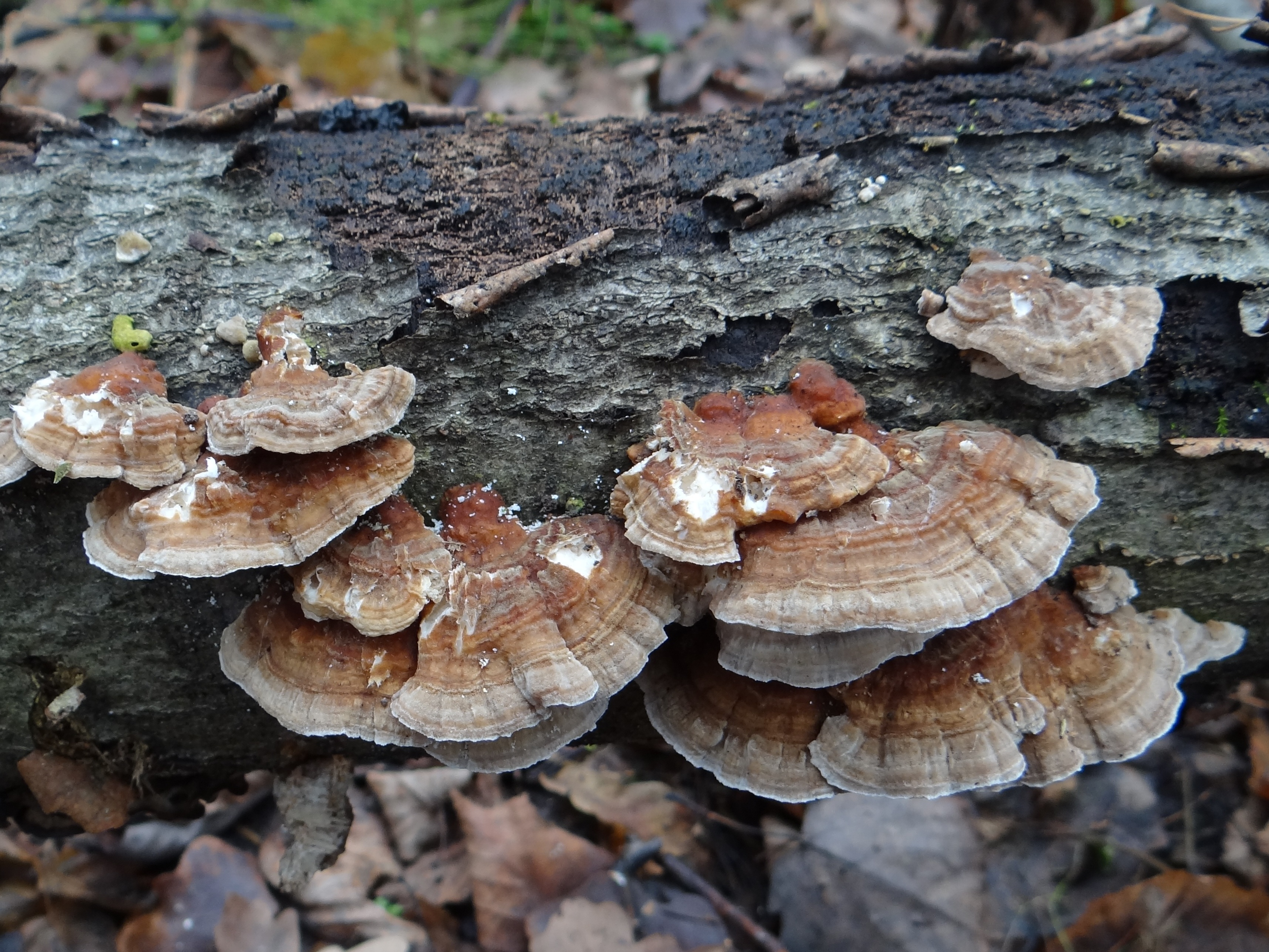
Trametes ochracea sin. Trametes zonata
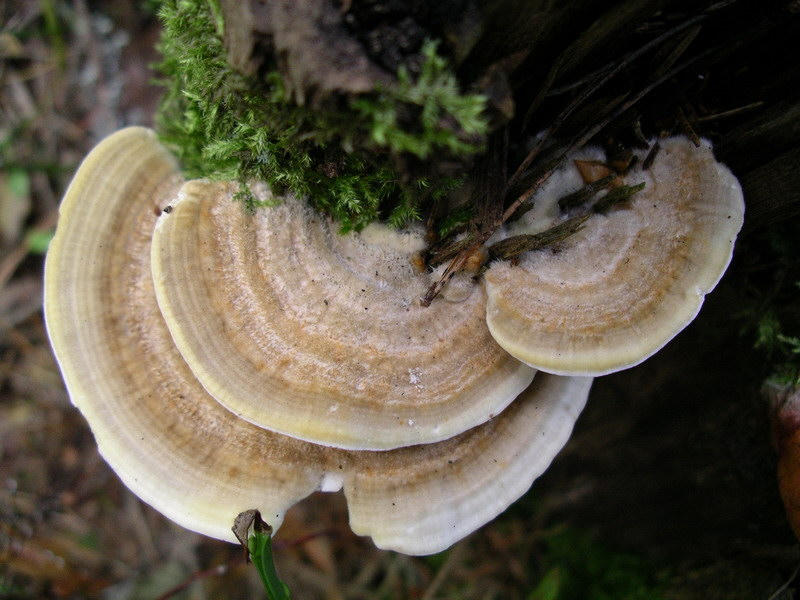
Trametes suaveolens
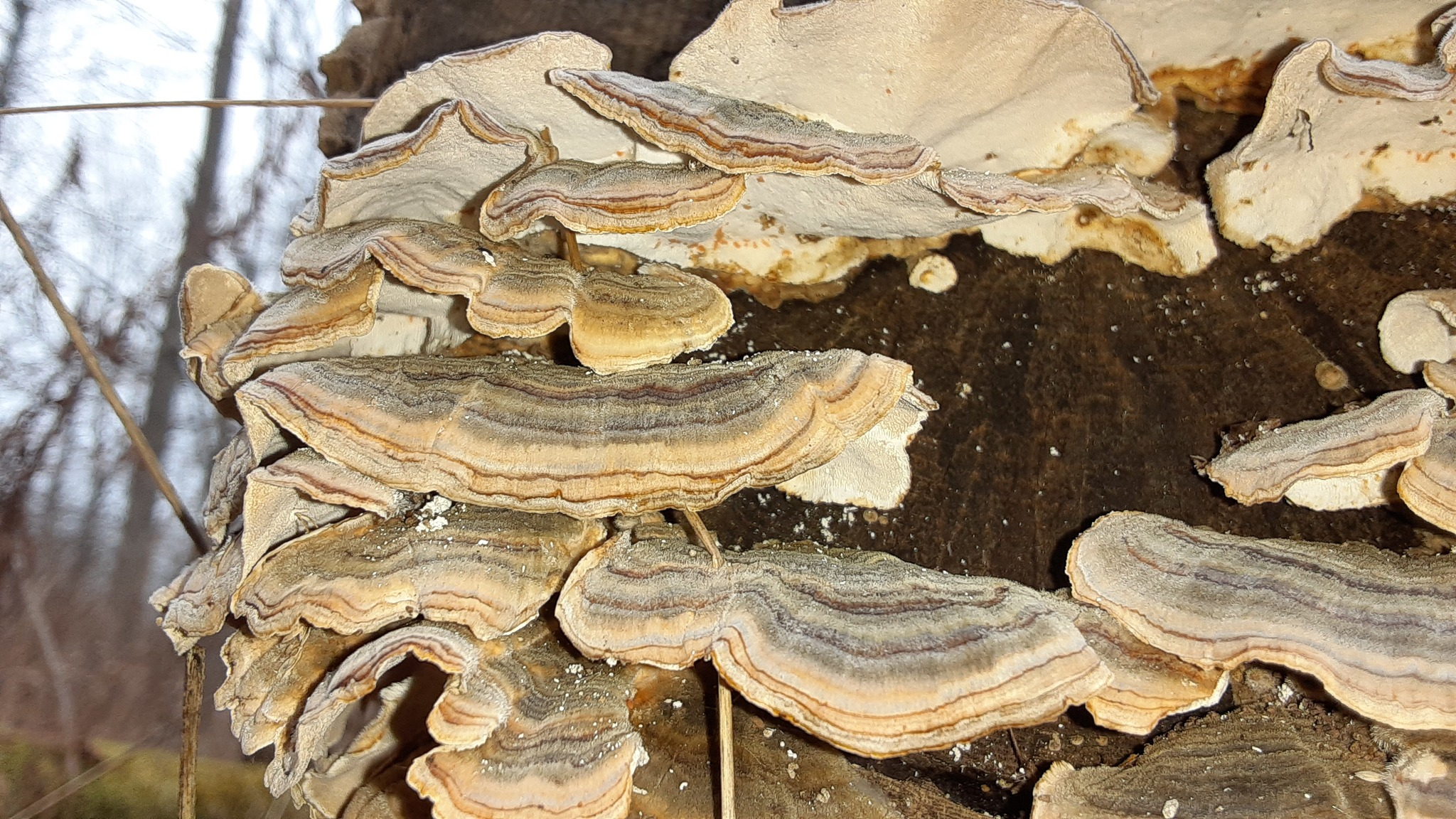
Trametes versicolor
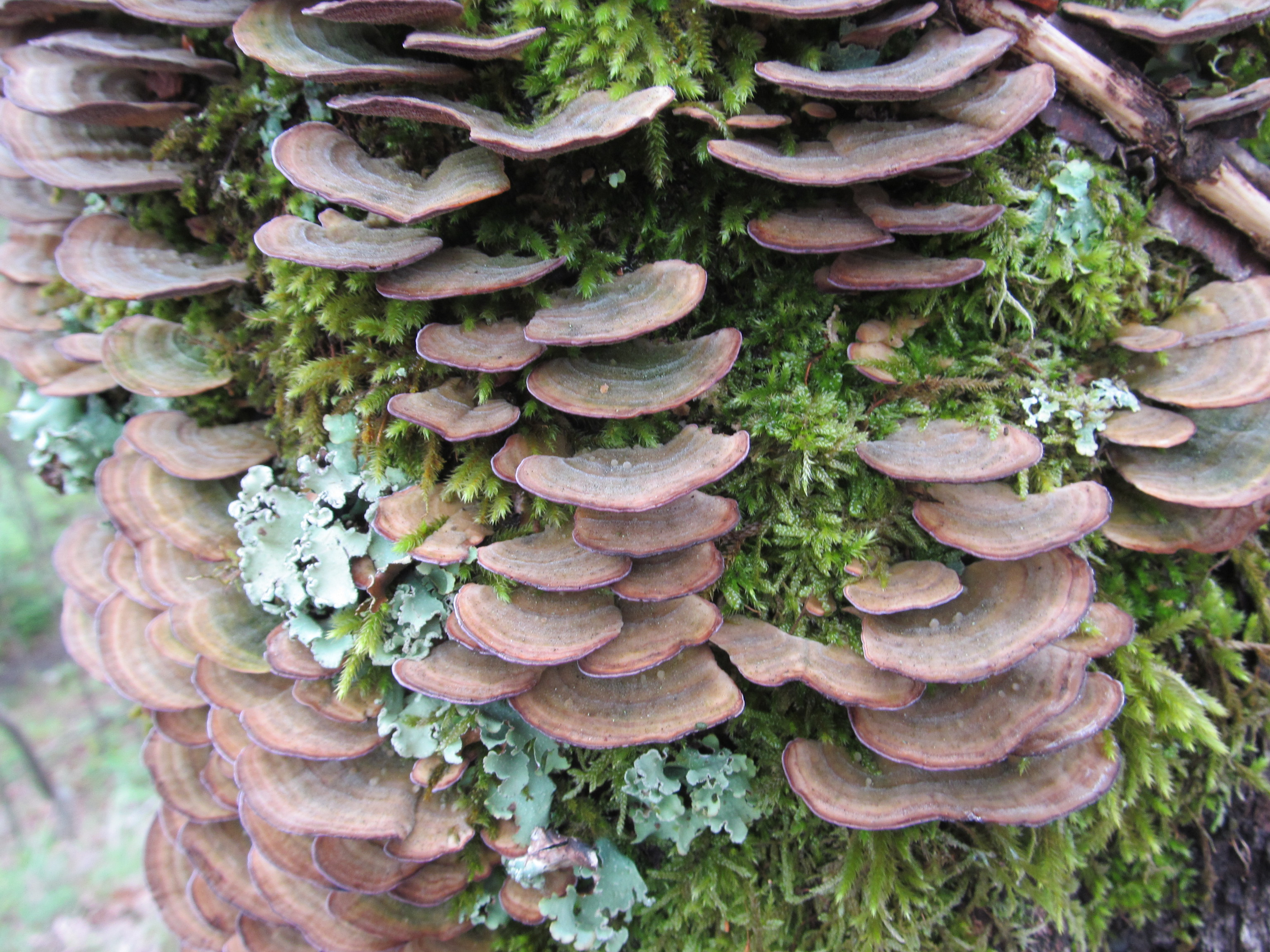
Trichaptum biforme

## Valorificare
Din cauza cărnii pieloase și ca de plută, ciuperca nu este comestibilă, nefiind nici o iască cu efecte medicinale spre deosebire de Trametes versicolor. În tinerețe, când trama este mai moale, puful dens și concrescut împiedică consumul.   